# Weidorf
Weidorf ist ein Gemeindeteil von Ehekirchen im oberbayerischen Landkreis Neuburg-Schrobenhausen. 

## Beschreibung
Mit etwas über 300 Einwohnern ist es einer der größeren Ortsteile der Gemeinde. Das Kirchdorf hat einige größere Bauernhöfe und liegt in einem Tal südlich des Kugelholzes. Im Westen des Dorfes sind an einer Wasserscheide die Quellen zweier Bäche.

## Name
Es existieren zwei verschiedene Varianten zur etymologischen Herkunft von Weidorf: Josef Heider geht davon aus, dass Weidorf auf Dorf des Wiho zurückgeht. Karl Puchner ist der Ansicht, dass Weiberdorf der Ursprung der Ortsbezeichnung ist. Im örtlichen westmittelbairischen Dialekt heißt der Ort Weidårf.

## Geschichte
Die erste Erwähnung war 1150 in der Person des Ulschalch de Wihedorff, der als Zeuge für das Kloster Indersdorf genannt wurde. Ein Hof zu Weidorf gehörte 1241 zur Gründungsausstattung des Klosters Niederschönenfeld. 1300 wurde die Kirche erstmals erwähnt. Das Kirchenschiff musste 1900 erneuert werden; 1954 wurde die Kirche restauriert. Am 20. Oktober 1507 gab Herzog Albrecht IV. Wolfgang von Gumppenberg den Stainhub zu Weidorf als Lehen, dessen Inhaber Steffen Grenwold war. 1557 wurde den Freiherrn von Gumppenberg die niedere Gerichtsbarkeit in Weidorf zugestanden.
Die katholische Filialkirche Sankt Stephan gehört zur Pfarrei Sankt Michael im benachbarten Haselbach. 1970 erhielt die Kirche ein neues Kirchenschiff.
Am 1. Mai 1978 wurde Weidorf im Zuge der Gemeindegebietsreform nach Ehekirchen eingemeindet.

## Vereine in Weidorf
- Freiwillige Feuerwehr Weidorf e. V.
- Katholische Landjugend Weidorf e. V.
- Gartenbauverein Weidorf-Haselbach e. V.
- Schützenverein Alpenrose Weidorf e. V.
- Faschingsverein Weidorf e. V.